# Kelsey Briggs
Kelsey Shelton Smith-Briggs (Oklahoma, 28 de diciembre de 2002-Meeker, Oklahoma, 11 de octubre de 2005) fue una niña víctima de abuso infantil. Murió en la casa de su madre biológica Raye Dawn Smith, y su padrastro Michael Lee Porter. Su muerte fue por homicidio. Kelsey había sido observada "muy de cerca" por el Departamento de Servicios Humanos de Oklahoma desde enero del 2005 hasta el día de su muerte.

## Nacimiento e infancia
Kelsey nació el 28 de diciembre del 2002 en Oklahoma City, Oklahoma de padres divorciados. Vivía con su madre y mantenía contacto con su familia paterna. Los dos primeros y últimos años de su vida transcurrieron sin complicaciones. Antes de enero de 2005, no fueron reportados a las autoridades signos de maltrato, ni fueron notados por miembros de la familia o por el personal de la guardería de Kelsey.

## Abuso
A partir de enero de 2005 y hasta el final de su vida, Kelsey sufrió varios incidentes de abuso infantil documentados y confirmados. Sus lesiones incluían una fractura de clavícula, piernas rotas, y múltiples contusiones y abrasiones en su cara y el cuerpo.
El 17 de enero de 2005, el Departamento de Servicios Humanos de Oklahoma (OKDHS) confirmó por primera vez el abuso en contra de Kelsey por parte de su madre luego de que fuera llevada a un servicio de emergencias local con una fractura de clavícula, múltiples contusiones y abrasiones en la zona baja de la espalda, las nalgas y los muslos.
En abril de 2005, ambas piernas de Kelsey estaban quebradas. Los médicos forenses determinaron que estas eran fracturas en espiral en diferentes etapas de curación y fueron causadas por maltrato infantil. Después de este incidente, Kelsey fue tomada bajo custodia de la OKDHS (Estado).
El 15 de junio de 2005, Kelsey fue devuelta a la casa de su madre biológica, Raye Smith Alba y su padrastro, Michael Lee Porter, por el juez de distrito Craig Key, contrario a una recomendación de la OKDHS. El juez estableció que el agresor era "desconocido".

## Muerte
Kelsey Shelton Smith-Briggs fue asesinada el 11 de octubre de 2005 en la casa de su madre, Raye Dawn Smith, y su padrastro, Michael Lee Porter, en Meeker, Oklahoma. Su asesinato fue por homicidio por traumatismo abdominal con objeto contundente.

## Juicio, sentencia y condena
Michael Lee Porter (padrastro) fue acusado de asalto sexual y asesinato en primer grado, pero en febrero de 2007 se declaró culpable de permitir el abuso infantil y fue condenado a 30 años de prisión.
Raye Dawn Smith (madre biológica) fue condenada el 18 de julio de 2007 de permitir el abuso infantil y fue condenada a 27 años de prisión.

## Reforma a la Ley de Protección Infantil Kelsey Smith-Briggs
En marzo de 2006, la Asamblea Legislativa del estado de Oklahoma aprobó la Reforma a la Ley de Protección Infantil Kelsey Smith-Briggs para reformar la manera en que los tribunales y el Departamento de Servicios Humanos de Ohlahoma (OKDHS) manejan los casos relacionados con el abuso y abandono infantil.